# Сиверцев, Кир Иванович
Кир Иванович Сиверцев (8 сентября 1936, Ленинград — 22 августа 1999, Алма-Ата) — советский и казахстанский шахматист, мастер спорта СССР (1975). По специальности — врач-фармаколог.

## Биография
Внес значительный вклад в развитие шахмат в Казахской ССР. Автор большого количества статей на шахматные темы в местных изданиях.
Главных успехов добился в игре по переписке.
Чемпион Казахской ССР (1960—1961, турнир проводился впервые).
Возглавлял сборную Казахской ССР на всесоюзных командных соревнованиях.
В 4-м командном первенстве СССР по переписке (1973—1975) поделил на 1-й доске 1—2 места с гроссмейстером ИКЧФ П. В. Дубининым (9 очков из 12). За этот успех ему было присвоено звание мастера спорта СССР.